# 加斯科內德縣 (密蘇里州)
加斯科內德县（英語：Gasconade County）是美國密蘇里州中部的一個縣。面積1,363平方公里。根據美國2000年人口普查，共有人口15,342人。縣治赫曼（Hermann）。
成立於1820年11月25日，1821年1月1日生效。縣名來自加斯科內德河 （可能來自法國昔日的行政區加斯科涅或法語「自大的人」的意思，指的是沿河的印地安人）。